# TKUスーパーニュース
『TKUスーパーニュース』（ティーケーユースーパーニュース、ラテン文字表記：TKU Super NEWS）は、テレビ熊本で夕方に生放送されていた熊本県向けのローカルワイドニュース番組である。ハイビジョン制作（ハイビジョン放送は地上デジタル放送のみで実施）。

## 番組概要
- 1年で終了した『FNN TKUニュース5:50 ザ・ヒューマン』（平日版） / 『FNNニュース ザ・ヒューマン』（週末版・年末年始版）に替わって1998年3月30日に番組スタート。

- 開始当初は週7日間の帯で放送されていたが、平日版が2002年3月29日放送分をもって同タイトルでの放送を終了し、同年4月1日から2013年3月29日まで『FNN TKUスーパーニュースぴゅあピュア』と題して放送された。

- この番組は、テレビ熊本の定時ニュースと同じニューススタジオから放送されている。

- そのため、他の在熊局のニュース番組がハイビジョン化されていく中にあってもピラーボックス形式で放送されていたが、2008年11月10日にニューススタジオがハイビジョン化された。

## 放送時間
| 期間      | 期間      | 放送時間（日本標準時） | 放送時間（日本標準時） | 放送時間（日本標準時） |                       |                       |
| 期間      | 期間      | 月曜 - 金曜            | 土曜日                 | 日曜日                 |                       |                       |
| --------- | --------- | ---------------------- | ---------------------- | ---------------------- | --------------------- | --------------------- |
| 1998.3.30 | 2000.4.2  | 17:55 - 19:00（65分）  | 18:00 - 18:30（30分）  | 17:30 - 18:00（30分）  |                       |                       |
| 2000.4.3  | 2001.4.1  | 17:54 - 19:00（66分）  | 18:00 - 18:30（30分）  | 17:30 - 18:00（30分）  |                       |                       |
| 2001.4.2  | 2002.3.31 | 17:54 - 19:00（66分）  | 17:30 - 18:00（30分）  | 17:30 - 18:00（30分）  | 17:30 - 18:00（30分） | 17:30 - 18:00（30分） |
| 2002.4.6  | 2013.3.31 | （放送無し）           | 17:30 - 18:00（30分）  | 17:30 - 18:00（30分）  | 17:30 - 18:00（30分） | 17:30 - 18:00（30分） |
| 2013.4.1  | 2013.9.29 | 16:30 - 19:00（150分） | 17:30 - 18:00（30分）  | 17:30 - 18:00（30分）  | 17:30 - 18:00（30分） | 17:30 - 18:00（30分） |
| 2013.9.30 | 2015.3.29 | 16:50 - 19:00（130分） | 17:30 - 18:00（30分）  | 17:30 - 18:00（30分）  | 17:30 - 18:00（30分） | 17:30 - 18:00（30分） |

## メインキャスター

### 番組終了時の担当者
平日版
- 尾谷いずみ
- 郡司琢哉
- 寺田菜々海 - 気象情報担当。
- 平野有益（熊本日日新聞元編集委員） - コメンテーターを担当。

週末版
- 荒木恒竹
- 恒松聡美
- 後藤祐太
- 中原理菜
- 熊本竜太
- 浜田友里子
- 西村勇気

### 途中降板した担当者
週末版
- 守田喬
- 浅田麻梨乃
- 若松美雪
- 三浦彰
- 野田亜紅
- 福田浩一
- 山本琢也
- 藤本愛英
- 尾谷いずみ
- 郡司琢哉
- 寺田菜々海
- 田中朝子
- 西村佳代子
- 長安智子
- 井後真奈美
- 本田千穂

### 過去の第1期平日版担当者
| 期間      | 期間      | 男性         | 女性         | 気象情報     |
| --------- | --------- | ------------ | ------------ | ------------ |
| 1998.3.30 | 2000.3.31 | 荒木恒竹     | 野田亜紅     | （不在）     |
| 2000.4.3  | 2000.9.29 | 荒木恒竹     | 尾谷いずみ   | （不在）     |
| 2000.10.2 | 2002.3.29 | 荒木恒竹     | 尾谷いずみ   | 郡司琢哉     |
| 2002.4.1  | 2013.3.29 | （放送なし） | （放送なし） | （放送なし） |
| 2013.4.1  | 2015.3.27 | 郡司琢哉     | 尾谷いずみ   | 寺田菜々海   |

- 福田浩一 - スポーツコーナー担当。

## 平日版で放送されていたコーナー
- ローカルニュース
- 特集
- お天気情報
- スポーツ企画
- ザ・食堂
- ニュース最前線
- 子どもたちは今
- スポーツパーク
- 市のある風景
- メイドイン熊本
- ジャーナル・ニュースの焦点
- ニュースフラッシュバック
- シリーズ水の国
- ウィークリーフラッシュアクセスランキング
- 生涯現役くまもと元気モン
- 働くランチ
- 農業のチカラ
- くまもとの旬